# Huayllas (Litoral)
Huayllas ist eine Ortschaft im Departamento Oruro im Hochland des südamerikanischen Anden-Staates Bolivien.

## Lage im Nahraum
Huayllas ist zentraler Ort des Kanton Huayllas im Municipio Cruz de Machacamarca in der Provinz Litoral. Die Ortschaft liegt auf einer Höhe von 3814 m am Nordosthang des 4702 m hohen Pacha Kkollu Quimsa Misa, einem quartären Schichtvulkan, der zusammen mit dem 4792 m hohen Inca Camacho im Nordwesten des Salzsees Salar de Coipasa aus der weiten Ebene des bolivianischen Altiplano herausragt.

## Geographie
Das Klima der Region ist semiarid und weist eine kurze Regenzeit im Sommer auf, der Jahresniederschlag liegt bei niedrigen 200 mm (siehe Klimadiagramm Huachacalla). Die Jahresdurchschnittstemperatur liegt bei 5,5 °C ohne wesentliche Schwankungen im Jahresverlauf, aber mit starken Tagesschwankungen der Temperatur und häufigem Frostwechsel.
Die Vegetation in der Region entspricht der semiariden Puna. Sie ist baumlos und setzt sich vor allem aus Dornsträuchern, Gräsern, Sukkulenten und Polsterpflanzen zusammen. Sie wird wirtschaftlich als Lama-, Alpaka- und Schafweide genutzt.

## Verkehrsnetz
Huayllas liegt in einer Entfernung von 165 Straßenkilometern südwestlich von Oruro, der Hauptstadt des Departamentos.
Von Oruro aus führt die unbefestigte Nationalstraße Ruta 12 über Toledo und Ancaravi nach Huachacalla und weiter über Pisiga an der chilenischen Grenze nach Colchane in Chile. Am Nordwestrand von Huachacalla zweigt eine unbefestigte Landstraße nach Nordwesten ab, die nach vier Kilometern die Ortschaft Huayllas erreicht und weiter nach Cruz de Machacamarca führt, dem zentralen Ort des Municipios.

## Bevölkerung
Die Einwohnerzahl der Ortschaft ist in den vergangenen beiden Jahrzehnten auf das Mehrfache angestiegen:
| Jahr | Einwohner | Quelle       |
| ---- | --------- | ------------ |
| 1992 | 69        | Volkszählung |
| 2001 | 227       | Volkszählung |
| 2012 | 420       | Volkszählung |
| 2024 |           | Volkszählung |

Die Region weist einen hohen Anteil an Aymara-Bevölkerung auf, im Municipio Cruz de Machacamarca sprechen 72,3 Prozent der Bevölkerung Aymara.